# Ахтеректе, Карлейн
Карлейн Ахтеректе (нидерл. Carlijn Achtereekte; род. 29 января 1990 года, Леттеле, Нидерланды) — нидерландская конькобежка, специализирующаяся в классическом многоборье, чемпионка Олимпийских игр 2018 года, трёхкратный призёр чемпионатов мира и серебряный призёр чемпионата Европы на дистанции 3000 метров. Выступает с 2017 года за команду "Jumbo-Visma" до апреля 2022 года в конькобежном спорте и с 1 июня в велоспорте.

## Спортивная карьера
Карлейн Ахтеректе начала кататься на коньках по совету отца примерно в возрасте 9-ти лет в клубе "Deventer IJsclub" в Девентере. В 2001 году она неожиданно перестала заниматься конькобежным спортом, но через 4 года вернулась. Её первые медали пришли в 2009 году на юниорском чемпионате Нидерландов, где она стала 2-й на дистанциях 3000 и 5000 м, а через год выиграла в забеге на 5000 м. В 2011 и 2012 годах Карлейн заняла 2-е место уже на взрослом чемпионате страны на дистанции 5000 м.
В течение трёх сезонов она продолжала соревноваться на национальном уровне, не раз поднимаясь на подиум, но золотых медалей не имела. В апреле 2014 года она перенесла операцию на плече. В сезоне 2014/15 выиграла "серебро" в забеге на 3000 м на этапе Кубка мира в норвежском Хамаре, а следом дебютировала на чемпионате мира на отдельных дистанциях в Херенвене и сразу же выиграла серебряную медаль на своей коронной дистанции 5000 м.
В 2017 году выиграла "бронзу" в многоборье на Национальном чемпионате. В сезоне 2017/18 Ахтеректе прошла отбор на олимпиаду 2018 года, заняв 3-е место в забеге на 3000 м и 4-е место на 5000 м. В январе 2018 года она заняла 2-е место на дистанции 3000 м на чемпионате Европы в Коломне и 8-е место в масс-старте. На зимних Олимпийских играх в Корее, в гонке на 3000 м Карлейн одержала победу и стала Олимпийской чемпионкой с результатом 3.59,21.
Проблемы с желудком вынудили её пропустить этап Кубка мира в Херенвене и соревнования чемпионата мира 2018 года в Обихиро. В 2019 году она выиграла наконец-таки чемпионат Нидерландов в многоборье и участвовала на чемпионате Европы в Коллальбо, где заняла 6-е место в сумме многоборья, а следом стала 4-й в забеге на 3000 м на чемпионате мира в Инцелле и 4-й в многоборье на чемпионате мира в Калгари. 
В 2020 году завоевала серебряную медаль на дистанции 3000 м на чемпионате мира в Солт-Лейк-Сити, а в 2021 году бронзовую в забеге на 5000 м в  в Херенвене. В ноябре 2020 года она получила травму спины, из-за которой пропустила национальный чемпионат Нидерландов по многоборью 2020 года. В декабре 2021 года она прошла отбор на дистанции 3000 м на олимпиаду в Пекине, заняв 3-е место.
На зимних Олимпийских игр в Пекине участвовала на дистанции 3000 м и заняла 7-е место.
В апреле 2022 года Карлейн завершила карьеру в конькобежном спорте и перешла в велоспорт в ту же команду "Jumbo-Visma".

## Результаты на соревнованиях
| Год  | Чемпионат Нидерландов на отдельных дистанциях   | Чемпионат Нидерландов (многоборье) | Кубок мира                     | ЧM на отдельных дистанциях | Чемпионат Европы | Олимпийские игры |
| ---- | ----------------------------------------------- | ---------------------------------- | ------------------------------ | -------------------------- | ---------------- | ---------------- |
| 2010 | 17e 3000 м                                      | NC19 (15e, 20e, 15e, -)            |                                |                            |                  |                  |
| 2011 | 20e 1500 м · 8e 3000 м · 5000 м                 | 6e (9e, 13e, 12e, 4e)              | 35e 3000/5000 м                |                            |                  |                  |
| 2012 | 6e 3000 м · 5000 м                              | 8e (6e, 9e, 10e, 8e)               | 21e 3000/5000 м                |                            |                  |                  |
| 2013 | 10e 3000 м 9e 5000 м                            | NC10 (9e, 11e, 14e, -)             | 29e 3000/5000 м                |                            |                  |                  |
| 2014 | 17e 1500 м 9e 3000 м 5e 5000 м                  | 7e (4e, 9e, 9e, 7e)                | 42e 1500 м 28e 3000/5000 м     |                            |                  |                  |
| 2015 | DQ 1500 м · 3000 м · 5000 м                     | 4e · (5e, 5e, 10e, )               | 26e 1500 м 7e 3000/5000 м      | 5000 м                     |                  |                  |
| 2016 | 15e 1500 м 9e 3000 м 5e 5000 м                  | 7e (4e, 4e, 8e, 8e)                |                                |                            |                  |                  |
| 2017 | 9e 1500 м · 4e 3000 м · 5000 м · 18e масс-старт | · (7e, 4e, 7e, )                   | 17e 3000/5000 м 29e масс-старт |                            |                  |                  |
| 2018 | 9e 1500 м · 4e 3000 м · 5000 м                  |                                    |                                |                            | 3000 м           | 3000 м           |

- NC17 = не отобралась на заключительную дистанцию
- DQ = дисквалификация
- (500 м, 3000 м, 1500 м, 5000 м)

## Личная жизнь
Карлейн Ахтеректе была награждена Орденом Оранских-Нассау офицерской степени за спортивные заслуги, а также золотую медаль Зимних олимпийских игр. Награду вручил министр здравоохранения, социального обеспечения и спорта Нидерландов Бруно Брюйс Церемония прошла 23 марта 2018 года на территории Гроте-Керк в Гааге с приёмом у короля и королевы Нидерландов. В свободное время Карлейн часто ездит на велосипеде, а также любит ходить по магазинам, обедать с друзьями и, конечно же, проводить время со своим другом Сьер де Фризом. Она получила диплом в лицее Этти Хиллесум в Девентере, получила диплом ассистента преподавателя в ROC Aventus в Девентере, а затем окончила Академию физического воспитания (Hogeschool Windesheim в Зволле).